# Контрреформация
Контрреформация (лат. Contrareformatio от contra «против» + Reformatio «Реформация») — католическое церковно-политическое движение в Европе середины XVI—XVII веков, направленное против Реформации и имевшее своей целью восстановить позиции и престиж Римско-католической церкви.
Реформация стала глубоким потрясением для католицизма. Целые страны порвали со Святым Римским престолом — Англия, Швеция, Дания и Норвегия, часть немецких и швейцарских земель. К протестантским церквям и религиозным общностям примкнула часть населения Франции, Нидерландов, Польши, Чехии и Венгрии. Деятельность католической церкви непосредственно против Реформации, её деятелей и последователей составляет контрреформацию в узком смысле слова. Однако пресечение и искоренение реформационных идей и движений было невозможно без внутреннего обновления церкви, проблемы в которой отчасти и стали причинами Реформации, поэтому в широком смысле Контрреформация включает в себя церковную реформу, целью которой было обновление католической церкви в соответствии с духом времени.
С точки зрения марксистской теории формаций Контрреформация являлась «религиозной формой контрнаступления феодальных сил, пытавшихся упрочить феодализм в эпоху его разложения и восстановить пошатнувшиеся позиции католицизма».
Временны́е рамки Контрреформации: Тридентский собор (1545—1563) — окончание Тридцатилетней войны (1648).
Благодаря проведённым во время Контрреформации реформам католическая церковь стала более сплочённой под верховенством папы; были основаны новые монашеские ордены, которые стали образцами религиозности нового типа; было запрещено предоставление индульгенций, включающее какие-либо денежные расчёты; появились католические духовные семинарии; вводилось однообразие католической литургии. Консолидация и реставрация католицизма позволили ему усилить позиции в ряде стран, особенно во Франции и Польше. Календарная реформа 1582 года ввела григорианский календарь, который до сих пор используется в большинстве стран мира.
С другой стороны, Контрреформация оформила окончательный разрыв католичества с протестантством. Противостояние между католиками и протестантами вылилось в Тридцатилетнюю войну — один из самых кровопролитных европейских конфликтов до мировых войн XX века. По окончании религиозных войн усилился процесс секуляризации как в протестантских, так и в католических странах. После Вестфальского мира (1648), положившего конец Тридцатилетней войне, папский престол перестал быть главным центром европейской политики.

## Проблема терминологии
Термин «Контрреформация» введён немецким историком Леопольдом фон Ранке (Die deutsche Geschichte im Zeitalter der Reformation, Lpz., 1894). Гегель в Лекциях по философии истории (1831) ещё не выделял Контрреформацию в отдельный период, постулируя поступательное движение истории от Реформации к Просвещению. Бертран Рассел в «Истории Западной философии» (1945. Кн.3, Ч.1, гл.5.) рассматривает Контрреформацию (Counter-Reformation) в контексте Нового времени и воспринимает её как испанское «восстание» (rebellion) против Итальянского Ренессанса, проявившееся в деятельности ордена иезуитов.
В современной исторической науке принято обозначать действия католической церкви по восстановлению престижа и влияния не Контрреформацией, а католической реставрацией или католической реформацией. Связано это с тем, что в этом процессе была очень важна идея обновления, очищения церковных институтов от тех недостатков, в которых её упрекали современники. Это не были коренные изменения, наоборот, на Тридентском соборе были подтверждены устоявшиеся положения относительно священных текстов, обрядов, таинств. Но те изменения, которые произошли внутри самого института церкви, несомненно, свидетельствуют о том, что одной из главных идей в это время было преображение веры и духовенства, стремление соответствовать духу времени. Новые условия породили и новые идеалы, в том числе и в религиозной сфере. Так, А. Г. Вульфиус в своей работе «Проблемы духовного развития. Гуманизм, реформация, католическая реформа» писал: «Термин „католическая реакция“, распространённый в исторической литературе, способен ввести в некоторое заблуждение. Само слово „реакция“ подчёркивает противодействие против реформации и тем самым отодвигает на задний план то весьма глубокое и интересное внутреннее перерождение католицизма в XVI и XVII вв., которое в нём совершалось наряду с борьбой против протестантизма».

## Католическая реформа до Реформации
Упрёки по поводу упадка нравов внутри католической церкви были слышны уже в XII веке, причём обвинителями выступали и Папы (Иннокентий III), и канонизированные впоследствии праведники (св. Бернард). Католическая реформа фактически началась в Испании в XV веке, когда испанская церковь обрела могучего защитника в виде светской власти в лице короля Фердинанда Католика и королевы Изабеллы. Испания хотела иметь не столь зависимую от Рима церковь, поскольку она, как считали многие, имела огромные заслуги перед католической церковью в деле защиты религии от иноверцев. При Фердинанде и Изабелле назначение на высокие церковные посты стало происходить только с согласованием кандидатур с королевской властью, королевский суд был уполномочен принимать жалобы на злоупотребления духовного суда. За такие уступки королевская власть взяла на себя защиту церкви от еретиков (этой цели служит новая организация инквизиции, подчинённая королю) и заботы о церковной дисциплине. Все эти изменения и реформы не имели никакого отношения к протестантской Реформации.
К концу XV века католическая церковь, несмотря на несомненные и яркие явления упадка, таила в себе ещё огромные запасы религиозной энергии. Существовало несколько спорных вопросов по поводу внутреннего устройства церкви и её жизни: проблема верховенства власти соборов и пап, многие были за ограничение власти папы решениями соборов; вопрос о национальных церквях, защита национальных епископатов и монастырей от произвола Папской курии; вопрос об отношении к слишком развившейся обрядовой стороне (поставил этот вопрос Эразм Роттердамский) и к элементам нового гуманистического образования. К разрешению этих проблем католическая церковь приступила ещё до появления на сцене Лютера и достигла значительных успехов, в частности в Испании, а затем и в Италии. Протестантское движение не было главной причиной католических реформ, можно сказать, что эти реформы, как и Реформация, питались из одного источника. Проблемы, существовавшие внутри института церкви, были очевидны ещё раньше, и меры по изменению порядка также были предприняты ранее. Но Реформация Лютера поставила «новую и главную задачу: спасение церковного единства в борьбе с ересью».

## Начало Контрреформации
Началом Контрреформации можно считать отлучение от церкви папой Львом X Мартина Лютера в булле «Exurge Domini» 15 июня 1520 года. В первое время папство не считало церковный раскол серьёзным. В Риме ситуация виделась временным кризисом, который можно достаточно быстро разрешить. И поэтому ни о каком компромиссе тогда не говорили, варианты реформ не рассматривались. Папа Адриан VI (1522—1523) на Нюрнбергском рейхстаге подверг критике преступления и ошибки пап, полагая, что признание промахов церкви разрешит ситуацию.

### Новые ордена
В ходе католической реформы были созданы новые монашеские ордена. В 1527 году был основан орден театинцев. Они желали восстановить ценности раннехристианской общины, апостольской жизни. В 1526 году из ордена францисканцев выделился новый орден капуцинов, который проповедовал возвращение к строгим нормам устава святого Франциска. В ордене кармелитов появляется реформаторское крыло, идеал жизни они видели в аскетическом образе жизни и бедности. В 1530 году появился орден варнавитов, в 1537 году — орден бонифратров, монахи которого заботились о больных. Тогда же был основан орден святой Урсулы, который занимался попечением и воспитанием молодых девушек. Так, в 1540 году (создан в 1536 году, но был утверждён как официальный двумя годами позже) был основан орден иезуитов. Это был орден нового типа.

#### Иезуиты
Орден иезуитов был основан  и утверждён в 1540 году, но ещё 15 августа 1534 года Игнасио Лойолой первоначально  было основано  «безобидное студенческое общество, мечтающее о миссионерской деятельности среди магометан». Среди основателей ордена был будущий генерал ордена Игнасио Лойола. Позже, когда 9 молодых магистров-основателей ордена побывали на аудиенции у папы в 1535 г., стало понятно, что понтифик высоко оценил их способности, но их миссионерская деятельность не может быть осуществлена. Папа собрался заключить союз с императором и Венецианской республикой, чтобы устроить новый крестовый поход против турок. Лойола преобразовал свою конгрегацию
"1) в постоянную организацию 
2) в общество священников для выполнения внутренней миссии или своего рода католическую армию спасения под верховным командованием папы, ибо он видел её применение и на военной службе, и потому, отправляясь в начале 1537 года в Рим, он дал своему обществу название, под которым оно ведёт борьбу и в наше время, — «Общество Иисуса».
В 1540 году проекты статутов Общества Иисуса были утверждены папской курией, но до 1543 года число его членов не должно было превышать шестидесяти человек. Этот новый орден напрямую подчинялся папе, в том числе и в плане военной организации. «Лозунг, который орден выставил в начале своей деятельности, был обращение масс, ушедших из ограды церкви». Методы такого возвращения: образование детей, рассказы о вере и её устоях, а среди взрослых — деятельность в качестве духовников. То есть, особое внимание обращалось на исповедь, народ уже во многом отвык от такой практики. Были организованы миссии в Италии по обращению евреев в христианство. Число сторонников иезуитов росло. К концу 1544 года в Европе насчитывалось 9 иезуитских поселений: по 2 — в Италии, Испании и Португалии, по 1 — во Франции, Германии и Нидерландах. 
К 1554 году орден имел свои поселения уже от японских островов до бразильского побережья. 
В 1550-е годы происходит новая смена курса ордена: «Иезуит уже тогда был не только законоучитель, проповедник, духовник и миссионер, но в первую очередь преподаватель средних и высших классов». 
Генерал ордена Игнасио Лойола ведал всеми делами и полновластно руководил им. Главным принципом иезуитов был лозунг «perinde ac cadaver» — «подобен трупу (в руках хозяина)», то есть Папы. Служение иезуитов Папе Римскому было беспрекословным. Они отстаивали принцип верховенства власти папы во всех сферах вплоть до низложения монархов. Они выработали свою доктрину тираноубийства, за что их позднее стали подозревать в связи с убийцами Генриха III и Генриха IV.
Иезуиты никогда не жили в монастырях, однако у них были свои "редукции",  например, в Латинской Америке и другие обители, их главная задача предполагала работу в миру. Редукции были обнесены высокой оградой с парадными главными воротами и окружены рвами для защиты от нападений извне (в т. ч. колонизаторов-работорговцев). В центре находилась квадратная или прямоугольная площадь, обычно окружённая крытой галереей; посередине стояла большая скульптура святого покровителя миссии; главное здание – роскошно убранная церковь в стиле барокко, выходившая фасадом на площадь. Рядом с церковью – дом отцов-иезуитов и коллехио (школа), зал собраний, позади них – склады и мастерские, госпиталь.

## Ход Контрреформации
С 1524 года римская церковь систематически посылала во все епархии Италии, особенно на север, суровые инструкции по борьбе с ересью. В 1536 году вышла булла Павла III (1534—1549), угрожавшая отлучением от церкви за всякую апелляцию к собору и ставившая духовенство в привилегированное положение в случае привлечения духовного лица к суду.
В 1542 году появилась булла «Licet ab initio». (лат. - "Даже от начала...") Она учреждала в Риме центральный инквизиционный трибунал с широкими правами. Его власть распространялась на все страны, он боролся с ересью и приговорил таких деятелей эпохи как Дж. Бруно и Дж. Ч. Ванини.
Папа Павел III способствовал обновлению церкви, «положил начало идейно-теоретической подготовке антиреформационного наступления». При нём важные посты в курии и архиепископствах заняли такие деятели, как кардинал Гаспаро Контарини, Якопо Садолето и «отец неаполитанско-испанской инквизиции кардинал Караффа». 
Караффа в 1543 году наложил запрет на печать любых книг без разрешения инквизиции. Позже, уже в 1559 году, был впервые издан «Индекс запрещённых книг», который рассылался во все уголки католического мира. Те издания, которые входили в него, не могли быть официально напечатаны, их запрещалось иметь у себя. Среди таких книг были работы Лоренцо Валлы, Макиавелли, Ульриха фон Гуттена, Боккаччо, Эразма Роттердамского.

### Тридентский собор
15 марта 1545 года открылся Вселенский собор в городе Тренто (по лат. Тридент), названный "Тридентским собором". В булле папы, посвящённой открытию собора, обозначались его задачи: определение католической веры и реформа церкви. Также постулировалась необходимость систематизации и унификации католического учения.
Целью созыва этого собора было поднятие авторитета католицизма и его упрочнение. Собравшиеся там представители церкви разделились на две партии: непримиримую папскую и компромиссную императорскую. Папская партия осуждала догматику и ошибочные, еретические учения. Они отвергали любую возможность переговоров с протестантами на равных. Императорская партия желала рассмотреть причины еретических учений, причины деморализации духовенства. Они желали разрешить допускать к обсуждению многих важных вопросов светских лиц, провести переговоры с протестантами. Императорская партия была очень слаба, и Павлу III удалось навязать собору свою программу.
В это же время император Священной Римской империи Карл V одержал несколько побед в войне с протестантами-курфюрстами. Это могло усилить позиции императорской партии на соборе, заставить и папскую партию пойти на уступки. Такого поворота событий не желал Павел III. Чтобы не допустить этой ситуации, он решил лишить Карла V своей военной помощи и отозвал свои войска из Германии, прекратил финансовую поддержку императорских войск. Место заседания собора было перенесено в Болонью. Но не все его участники согласились с этим решением. Возникла ситуация, когда часть собора заседала в Тренто, а часть находилась в Болонье. При этом и та, и другая часть фактически бездействовали.
Но в 1549 году папа Павел III умер. Новым понтификом стал Юлий III. Император потребовал возобновления заседаний собора. Это было сделано в мае 1551 года, а в апреле 1552 года собор вновь прекратил действовать. В январе 1562 года Тридентский собор снова начал работать. Теперь речь на нём шла о том, чтобы реставрировать папство в духе «истинных начал католицизма» как единой религии. Ни о каких уступках протестантам не могло быть и речи.
Во всех католических странах должно было быть принято "Тридентское исповедание веры": все духовные лица и профессора университетов обязаны были принести присягу. В ней говорилось о том, что приносящий её полностью придерживается католического вероисповедания, его трактовки Священного Писания и других священных текстов, его таинства и обряды признаются во всей своей полноте единственно истинными.

### Постановления Тридентского собора
В решениях собора говорилось о функции церкви как посредника в достижении спасения. Вера, благодеяния и посредничество церкви, именно такой путь к спасению постулировался на Тридентском соборе. Подтверждалась непоколебимость церковных иерархии, таинств и традиций. Тридентский собор в первый период своих заседаний подтвердил схоластическое учение средних веков об оправдании и, таким образом, окончательно сломал мост между католиками и протестантами. Было закреплено, что Священное Предание также является источником веры, что отрицали протестанты. Все это означало, что разрыв католицизма с протестантизмом был окончательным.
Из-за реформационного движения католической церкви необходимо было объединиться. Но в это время были уже довольно сильны национальные церкви, желавшие ограничить власть папства, поставить выше его решений решения соборов. Но собор посчитал, что единственной силой, способной объединить церковь, было именно папство. Поэтому Тридентский собор закрепил верховенство власти понтификов. «Критерием верности церкви стала верность папству».
Среди решений собора были и важные в плане реформирования церкви пункты. Так, раз в год в епархиях и раз в три года в провинциях должны были проводиться синоды. Вводились меры по пресечению злоупотреблений, подрывавших авторитет церкви — торговли церковными должностями, вымогательства, сосредоточения в одних руках нескольких бенефициев, присутствия на церковных должностях лиц, не имеющих духовного сана. Подчёркивалась роль исповеди, других церковных таинств. Признавалась недопустимость торговли индульгенциями. Также важным постановлением собора было решение создать по возможности в каждой епархии семинарии, в которых обучались бы священники. Образование должно было идти по реформаторскому типу. Таким образом, подготавливалась основа для обновления нравов как в среде духовенства, так и в среде мирян, которых бы вела за собой католическая церковь.
Решения собора претворялись в жизнь не сразу. Национальные церкви не желали соглашаться с получением папой права назначать и смещать служителей церкви во всех странах. При папе Григории XIII при дворах европейских монархов были учреждены постоянные нунциатуры (дипломатические представительства).
Иезуиты создавали свои учебные заведения с целью давать образование в духе обновлённого католицизма. Император Фердинанд I создал университеты в Вене и Праге. Если протестанты предоставляли князьям, перешедшим в их веру, возможность объединить в своих руках и светскую, и религиозную власть, то и Контрреформация давала такую же возможность. «С согласия папы, даже в союзе с ним, они могли сохранить за собой свои приобретения, и их влияние в католической церкви росло (с образованием тесного союза светской власти и папы)». Такое решение было обусловлено тем, что за правителем в вопросах веры в большинстве случаев следовало и дворянство. Таким образом, чтобы не потерять авторитета и усилить влияние, церкви необходимо было дать большую свободу светской власти.
Союз духовной и светской властей предполагал и усиление влияния государственных интересов на избрание пап. В середине XVI века появилось право «государственного вето». Кардиналы-представители той или иной страны были проводниками воли государства, они выдвигали вместо нежелательного для светской власти кандидата на папский престол другого, угодного им. Император Карл V впервые дал указание кардиналам империи, за кого голосовать. Габсбурги обеих ветвей сделали право «вето» своим привычным правом. Позже им пользовались и другие европейские монархи.

### Укрепление папской власти
Папа Пий V (1566—1572) стал проводить в жизнь реформы Тридентского собора. Он вёл борьбу с непотизмом, торговлей должностями. При нём была образована Конгрегация Собора, которая следила за правильным толкованием решений Тридентского собора. В 1566 г. был издан «римский катехизис» для духовенства, а в 1568 г. реформирован «Римский псалтырь». Такие меры были призваны укрепить единство веры как у духовенства, так и у мирян. Окончательное формирование единого римского молитвенного ритуала было закреплено 14 июля 1570 г. буллой «Quo primum», которая требовала обязательного использования в католической церкви изданного тогда «римского молитвенника».
В годы понтификата Григория XIII была проведена реформа календаря. Ещё на Тридентском соборе встал вопрос о том, чтобы привести в соответствие год юлианского календаря и год астрономический. Было решено, что за 4 октября 1582 года будет следовать 15 октября. Сначала это решение было одобрено в католических государствах, протестантские государства приняли его через 100 лет, а Греция и Россия, где господствовало православие, перешли на этот календарь только в начале XX века.
Кроме того, при Григории XIII было создано несколько церковных университетов. Так, в Риме был основан Грегорианский университет, в 1569 году Германская коллегия («Германикум») была реорганизована, открыли Греческую коллегию («грекорум») в 1577 году для греков и армян, в 1579 году — Английскую коллегию, позже — Шотландскую, Ирландскую и другие. Священники, обучавшиеся там, должны были не только стать опорой обновлённой церкви, но и быть готовыми столкнуться с теми трудностями, которые неизбежно проявились бы в странах, где соседствовали католицизм и протестантизм. Однако при Григории XIII вновь возродился непотизм, против чего пытались бороться до этого.
Папа Сикст V (1585—1590) боролся с этими явлениями. Также он «явился создателем администрации Церковного государства и новой, современной системы единого управления церковью». Власть папы усилилась, однако роль коллегии кардиналов не стала незначительной. Внутри неё, согласно булле «Immensa aerteni Dei» от 22 января 1588 года, появились различные специальные конгрегации. «Они взяли на себя большинство функций бывших центральных папских учреждений». Из 15 конгрегаций 10 входили в единую систему церковного управления, а 5 были органами управления Папского государства. Кардиналы были приравнены по статусу и власти к светским князьям, они сами стали князьями церкви. Реформа, проведённая при Сиксте V, усиливала централизацию власти в церкви, делала самих пап гораздо более влиятельными.
Во владениях Габсбургов, в верхненемецких княжествах католическая реставрация была одной из сил, укреплявших власть светских правителей. Также монархии в Испании, Португалии, княжествах Южной Германии и Италии видели в Контрреформации позитивную силу. В Англии, Франции — она наоборот поддерживала оппозиционную правительству католическую партию.
Церковь поддерживала начинания европейских монархов, направленные против протестантов. Так, папа Пий V поддерживал герцога Альбу в Нидерландах, предоставил французскому королю Карлу IX для борьбы с гугенотами войска, а также разрешил ему продать часть церковного имущества и пустить эти деньги на войну с протестантами. Папа Григорий XIII уже давно хотел начать борьбу с Англией, где было много протестантов. Для этого он заручился поддержкой (в том числе и военной) монархов Испании и Франции. Было решено, что начать борьбу с Англией лучше всего в Ирландии, которая находилась под её контролем. Отряд был отправлен в Ирландию, но потерпел поражение от превосходящих сил англичан. Сикст V отлучил от церкви протестанта наследника французского престола Генриха Наваррского. Это отлучение было снято лишь в 1595 г. уже другим понтификом.

## Итоги Контрреформации
В результате реформы Католическая церковь претерпела административные изменения, которые укрепили её положение. Централизация власти в руках папы, появление семинарий и учебных заведений нового типа, и, как следствие, обновление состава духовенства, борьба с явными недостатками, на которые давно обращали внимание многие, все это помогло Католической церкви соответствовать эпохе.